# Hippocampus reidi
Hippocampus reidi és una espècie de peix de la família dels singnàtids i de l'ordre dels singnatiformes. Poden assolir fins a 17,5 cm de longitud total. Es troba des de Carolina del Nord (Estats Units) i les Bahames fins a Santa Catarina (Brasil).